# Swissair
A Swissair foi uma companhia aérea suíça que cessou a operação após o colapso do grupo SAir Group, em 2001. Sucedeu-lhe a Swiss International Air Lines, que mantém voos diários para Brasil e Portugal.

## História
A Swissair foi fundada em março de 1931 através da fusão da Ad Astra Aero, com base em Genebra, com a Balair, baseada em Basileia. Os primeiros voos regulares da empresa foram então iniciados em abril de 1932, na rota Zurique-Munique-Viena. Após a Segunda Guerra, foi elevada à condição de empresa de bandeira, em 1947. Neste ano realizou seu primeiro voo transatlântico, ainda que em caráter experimental, entre Genebra e Nova Iorque com o Douglas DC-4. Voos regulares nesta rota foram estabelecidos somente em 1949.
Os primeiros jatos foram introduzidos em 1960, com a chegada dos primeiros Douglas DC-8 e até 1962 estavam também em operação os Caravelle, nas rotas europeias, e os Convair 990, inclusive utilizados nos voos para o Brasil. Em 1971 foram recebidos dois Boeing 747-200B, seus primeiros wide-body, e mais tarde também o Douglas DC-10-30. Tradicional cliente da Douglas, tornou-se launch-customer dos modelos DC-9-51 e MD-81.
Nos anos 90, iniciou a formação do Qualiflyer, grupo formado por empresas em que a holding SAir Group investia: entre as principais empresas que fizeram parte do SAir Group, destacam-se a TAP Portugal, South African Airways, Sabena, LTU, Portugália, Crossair, AOM e Air Liberté. Essa política expansionista mostrou-se desastrosa: o SAir Group perdeu mais de 1 bilhão de dólares em apenas um ano (2000), levando a uma insurreição administrativa e queda de seus principais executivos, que foram substituídos. Tarde demais, já que estava com alto endividamento, além que de atentados de 11 de setembro de 2001 representaram um duro golpe em todas as companhias aéreas. O acidente com um MD-11 em 1998 na costa de Nova Scotia no Canadá também contribuiu para a falência que estava por vir.
No dia 2 de outubro de 2001, algumas aeronaves da empresa foram retidas em aeroportos da Europa por falta de pagamento de combustíveis, levando no dia seguinte à paralisação dos voos. Os bancos suíços, credores da empresa, anunciaram dos aportes de capital, causando o colapso de uma das mais tradicionais empresas aéreas do mundo. O governo interveio e anunciou um pacote de salvação, restabelecendo parte dos serviços. Mas o estrago estava feito. Encomendas de aviões (A340-600) foram canceladas, vários serviços suspensos. As participações acionárias nas empresas do Qualiflyer saíram dos aeroportos e foram dar nas barras dos tribunais. A empresa não aguentou.
A marca Swissair desapareceu dos céus do mundo em 1 de abril de 2002, quando deu-se a mudança oficial para a marca Swiss, resultante da fusão do que sobrou da Swissair com sua sucessora, a também suíça Crossair.
Ao pousar em Zurique no dia 1 de abril de 2002, o MD-11 prefixo HB-IWA fazendo o voo SR145 proveniente de São Paulo, encerrou definitivamente 71 anos de tradição, eficiência e respeito ao passageiro. O indicativo "SR" desapareceu, no entanto o Callsign Swissair e o ICAO-Code SWR foram tomadas pela companhia sucessora, Swiss International Air Lines.

## Frota

Airbus A321 da Swissair em 2001.

Em 2002.
- 5 Airbus A319-100
- 24 Airbus A320-200
- 8 Airbus A321-100
- 14 Airbus A330-200
- 15 McDonnell Douglas MD-11

## Acidentes e incidentes
- Voo Swissair 306 em 4 de setembro de 1963
- Voo Swissair 370 em 21 de fevereiro de 1970
- Voo Swissair 316 em 8 de outubro de 1979
- Voo Swissair 111 em 2 de setembro de 1998